# Enfilade

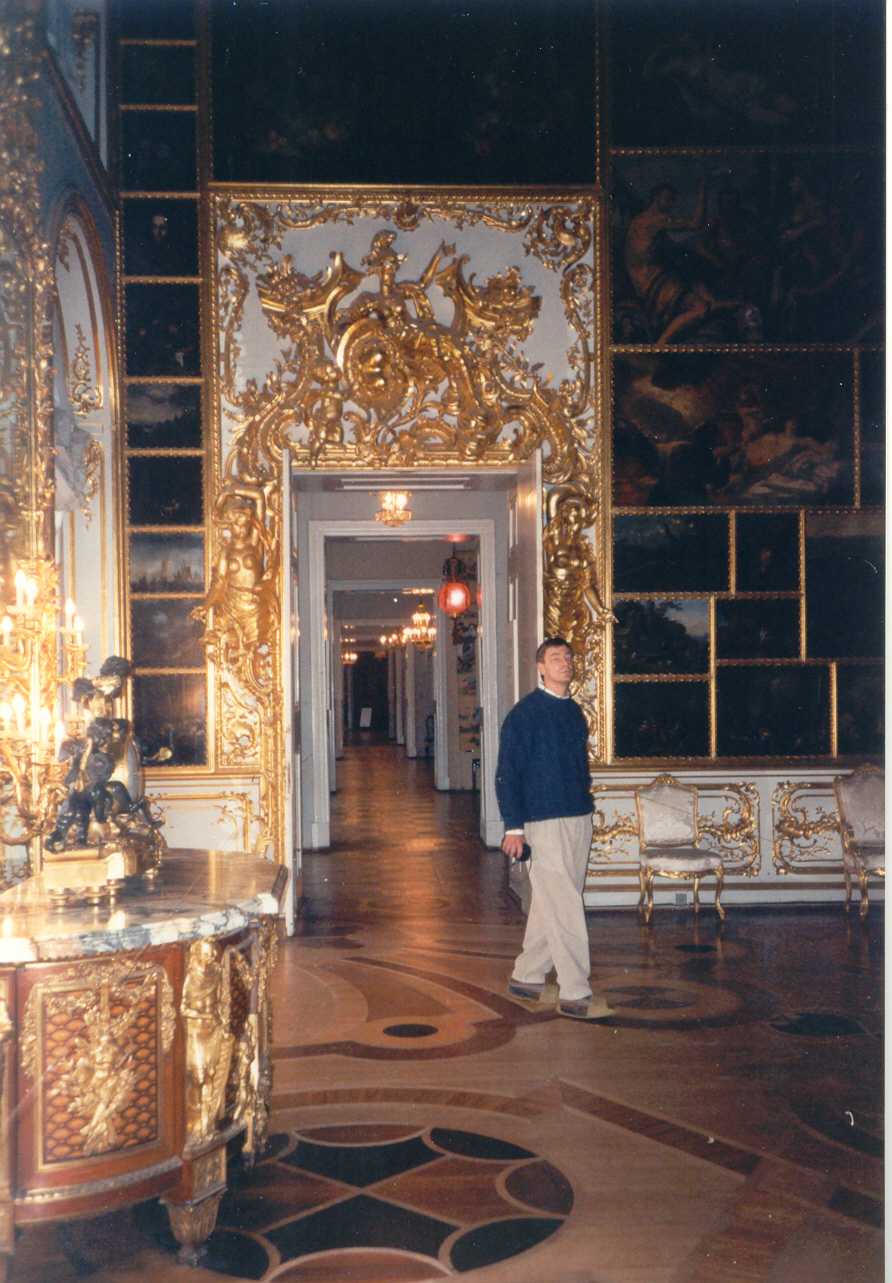
Enfilade in het Catharinapaleis (Poesjkin) bij Sint-Petersburg.

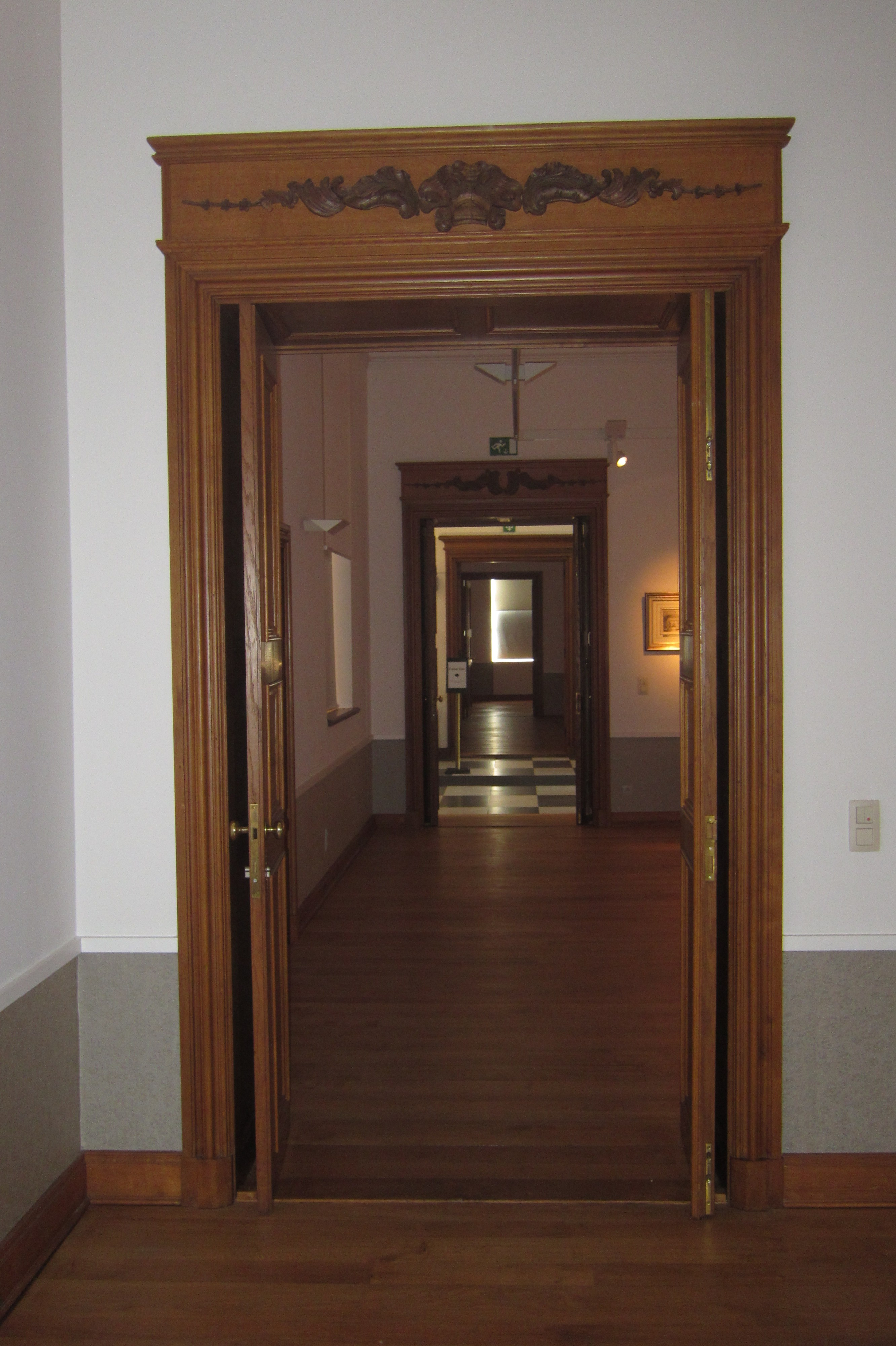
Enfilade in de waterburcht van de Landcommanderij Alden Biesen, Rijkhoven, Bilzen, België

Enfilade is afgeleid van het Franse enfiler, dat op een rij plaatsen betekent.
In de architectuur bedoelt men er buiten Frankrijk een reeks aansluitende vertrekken mee waarbij de deuropeningen in elkaars verlengde liggen op een lange doorlopende as, zodat een doorkijk mogelijk wordt. (In het Frans heet dit niet enfilade maar des pièces en enfilade of des pièces d'enfilade (kamers achter elkaar)). Daardoor vermijdt men smalle gangen die de ruimten met elkaar verbinden. Deze bouwstijl ontstond in Frankrijk tijdens de barokperiode bij de bouw van kastelen en adellijke residenties. In de Romantiek vroeg men meer intieme ruimtes en stapte men af van de enfilade als vorm van ordening van verschillende ruimtes in gebouwen.

## Voorbeelden
Lange enfilades kan men zien in het Paleis van Versailles (negen kamers) en in het Neuen Palais van Sanssouci (tien kamers) te Potsdam bij Berlijn.

Plattegrond van het Nieuwe Kasteel in Kostelec nad Orlicí, Tsjechië. De drie rode lijnen geven enfilades aan.
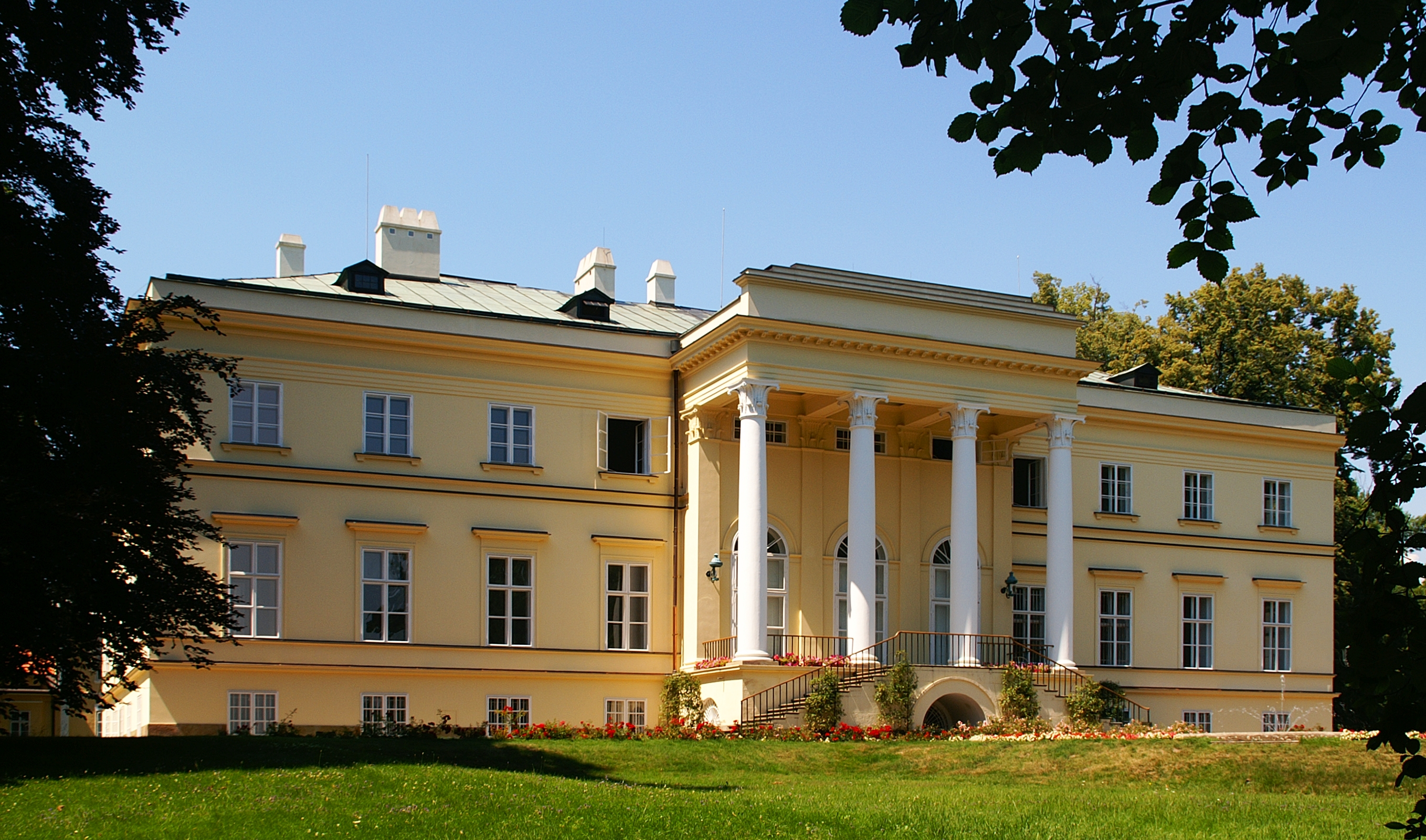
Het Nieuwe Kasteel in Kostelec nad Orlicí, Tsjechië, van buiten.
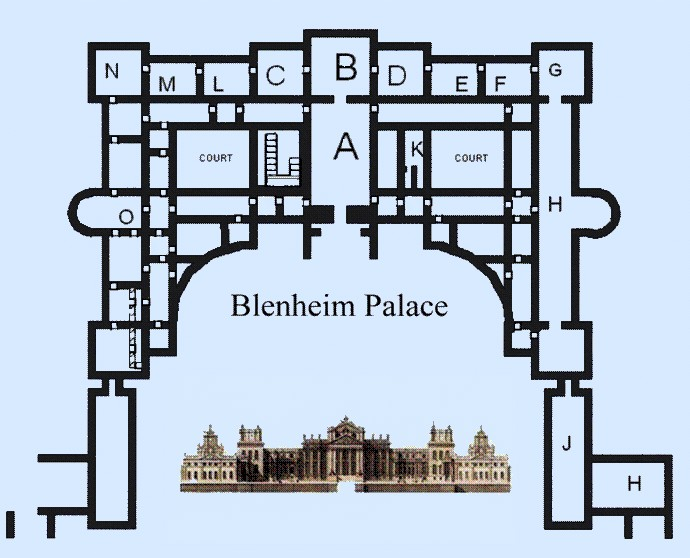
Blenheim Palace, Oxfordshire: een enfilade van negen kamers door het hele paleis (van "N" tot "G" bovenaan)
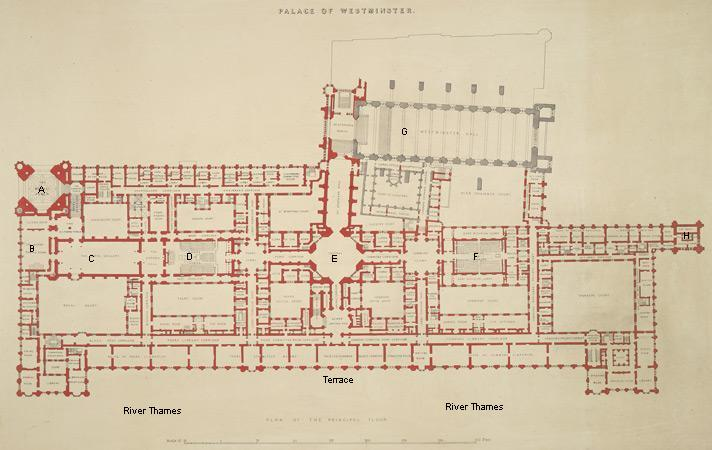
In het Palace of Westminster kan men van de Peers' Chamber (D) door de Central Lobby (E) kijken tot in de Commons Chamber(F)
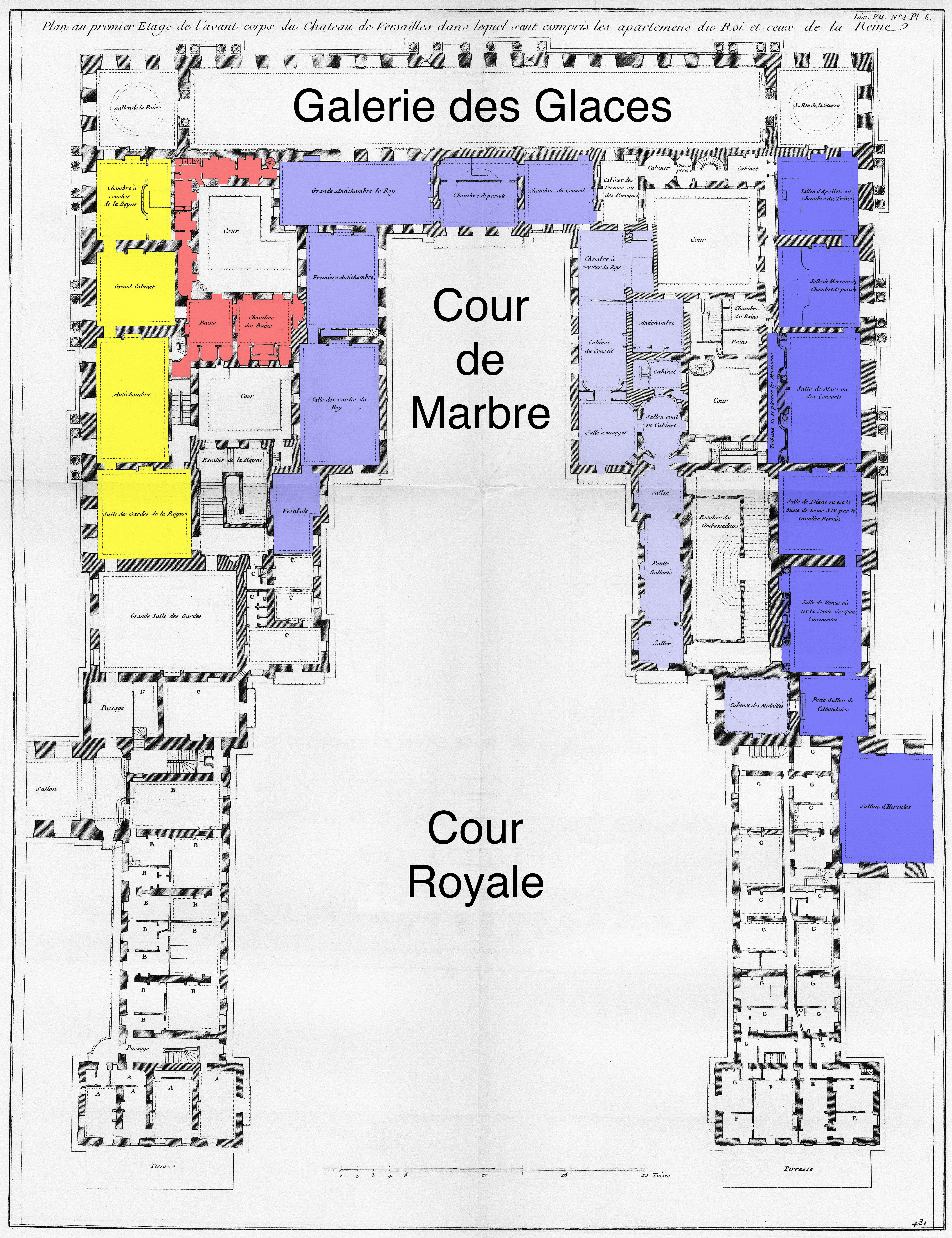
Plattegrond van het middenstuk van het paleis van Versailles (rond 1742) met het grand appartement du roi (donkerblauw), het appartement du roi (blauw), het petit appartement du roi (lichtblauw), het grand appartement de la reine (geel) en het petit appartement de la reine (rood).
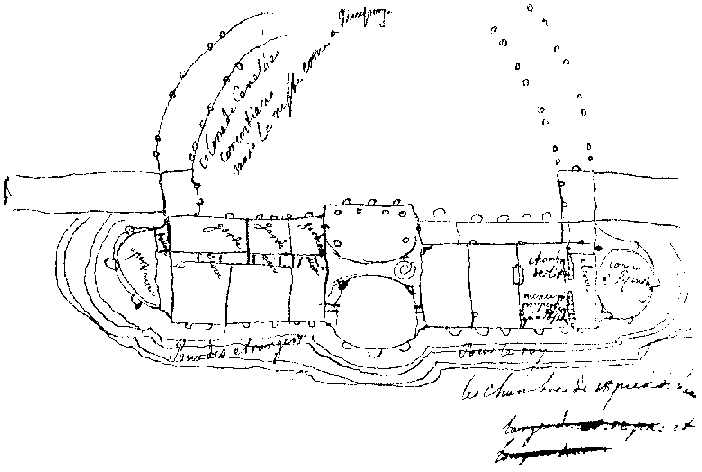
Frederik de Grotes schets voor het grondplan voor Sanssouci. Een enfilade van tien kamers vormt het corps de logis (hoofdgebouw). Aan de noordkant vormen twee colonnades een cour d'honneur (binnenplaats met drie wanden). De dienstvertrekken liggen achter bomen en klimplanten in de twee vleugels.